# كأس ولي العهد السعودي 2017–18
كأس ولي العهد 2017-18 هو الموسم رقم 43 من بطولة كأس ولي العهد السعودي انطلقت البطولة بمباريات دور 16 بنظام خروج المغلوب، لفرق دوري المحترفين السعودي لكرة القدم من 7 سبتمبر 2017، وسوف تختتم في المباراة النهائية في مارس 2018. 
ويشارك في المسابقة 12 فريقا من دوري المحترفين، على أن يبدأ حامل اللقب الاتحاد ووصيفه النصر البطولة من الدور ربع النهائي وفق نظام المسابقة.
أعلن تركي آل الشيخ، رئيس مجلس إدارة هيئة الرياضة في 19 سبتمبر 2017 إلغاء بطولة كأس ولي العهد. ابتداءً من الموسم الحالي، وإطلاق أسم كأس ولي العهد على المباراة التي تجمع بطل الدوري وكأس الملك «كأس السوبر» خلال المؤتمر عقده رئيس مجلس إدارة الهيئة العامة للرياضة في قاعة المؤتمرات بمدينة الملك عبد الله الرياضية بمحافظة جدة من ضمن حزمة قرارات الصادرة من هيئة الرياضة.

## الفرق المشاركة
فرق دوري جميل السعودي للمحترفين (14 فريق).
| - الاتحاد (إلى ربع النهائي مباشرة) - الرائد - الفيصلي - التعاون - الفيحاء - الهلال - القادسية | - النصر (إلى ربع النهائي مباشرة) - الشباب - الباطن - الفتح - أحد - الأهلي - الاتفاق |

## دور الستة عشر
وستقام مباريات الدور 16 من 7 سبتمبر إلى 30 أكتوبر 2017, جميع الأوقات حسب التوقيت المحلي, ت ع م+03:00 (ت ع م+03:00).
| 5 07 سبتمبر 2017                      | أحد                                 | 1-1 (4–5 ر.ت)                              | الفتح                      | المدينة المنورة                                                        |
| 20:35 (ت ع م+03:00)                   | ماستينور 83' · بادي 106 · عاشور 121 | Report                                     | 41 الفهيد · 4+90' الوسلاتي | الملعب: مدينة الأمير محمد بن عبد العزيز الرياضية الحكم: حسين أبو شاهين |
|                                       |                                     | ركلات جزاء                                 |                            |                                                                        |
| ماستينور · هنريك · سالك · محسن · بادي |                                     | الوسلاتي · الموسى · بيدرو · هزازي · الجهيم |                            |                                                                        |

| 1 08 سبتمبر 2017    | الرائد                            | 0-1 | الفيصلي            | بريدة                                                    |
| 19:00 (ت ع م+03:00) | شيكابالا 3' · الرشيدي 51 · صقر 61 |     | 29 غوستافو 88 مندش | الملعب: مدينة الملك عبد الله الرياضية الحكم: فيصل البلوي |

| 2 09 سبتمبر 2017    | الفيحاء    | 0-1 | التعاون | المجمعة                                          |
| 18:50 (ت ع م+03:00) | اسبريا 13' |     |         | الملعب: مدينة الملك سلمان بن عبد العزيز الرياضية |

| 4 09 سبتمبر 2017    | الشباب     | 0-1 | الباطن | الرياض                          |
| 20:05 (ت ع م+03:00) | بيزيلي 68' |     |        | الملعب: ملعب الأمير فيصل بن فهد |

| 3 30 أكتوبر 2017    | القادسية | ضدّ | الهلال | الخبر                                      |
| 19:30 (ت ع م+03:00) |          |    |        | الملعب: مدينة الأمير سعود بن جلوي الرياضية |

| 6 30 أكتوبر 2017    | الاتفاق | ضدّ | الأهلي | الدمام                          |
| 19:30 (ت ع م+03:00) |         |    |        | الملعب: ملعب الأمير محمد بن فهد |

## ترتيب الهدافين
من 7 سبتمبر 2017
| ترتيب | اللاعب              | النادي  | الأهداف |
| ----- | ------------------- | ------- | ------- |
| 1     | أندريا              | أحد     | 1       |
| 1     | عبد القادر الوسلاتي | الفتح   | 1       |
| 1     | شيكابالا            | الرائد  | 1       |
| 1     | دانيلو أسبريلا      | الفيحاء | 1       |
| 1     | ماركوس بيتسيلي      | الشباب  | 1       |